# Edward Arnold
Günther Edward Arnold Schneider (ur. 18 lutego 1890 w Nowym Jorku, zm. 26 kwietnia 1956 w Encino) − amerykański aktor, na przełomie lat 1940-1942 prezydent Gildi Aktorów Amerykańskich.

## Wybrana filmografia
- 1932: Three on a Match jako Ace
- 1933: Ostatnia cesarzowa jako doktor Remezov
- 1933: Nie jestem aniołem jako "Big Bill" Barton
- 1933: Kacza zupa jako polityk
- 1936: Prawo młodości jako Barney Glasgow
- 1939: Cieszmy się życiem jako Anthony P. Kirby
- 1939: Idiot’s Delight (film) jako Achille Weber
- 1939: Pan Smith jedzie do Waszyngtonu jako Jim Taylor
- 1941: Obywatel John Doe jako D.B. Norton
- 1941: Johnny Eager jako John Benson Farrell
- 1944: Pani Parkington jako Amory Stilham
- 1944: Kismet jako wielki wezyr
- 1945: Rewia na Broadwayu jako prawnik
- 1947: Handlarze jako David Lash
- 1948: Trzy odważne córki jako Robert Nelson
- 1948: Decyzja na komendę jako kongresmen Arthur Malcolm
- 1950: Rekord Annie jako Bill

## Dodatkowe informacje
Postać Edward Arnolda, a także wielu innych przedwojennych amerykańskich aktorów, pojawiła się w filmie animowanym The Autograph Hound z 1939, gdzie Kaczor Donald włamuje się do studia filmowego, aby zdobyć autografy.